# إيدي سلفستر باسكوال
إيدي سلفستر باسكوال (بالإسبانية: Eddy Silvestre Pascual Israfilov)‏ ايسرافيلوڤ لاعب كرة قدم أذربيجاني، معروف بإيدي سيلفستر، ولد في الثاني من آب عام 1992م في إسبانيا، يلعب في نادي ألكوركون الإسباني كوسط هجومي، وكان أول ظهور للاعب مع أذربيجان في عام 2015م. 

## روابط خارجية
- إيدي سلفستر باسكوال على موقع الاتحاد الأوربي (الإنجليزية)
- إيدي سلفستر باسكوال على موقع قاعدة بيانات كرة القدم.إي يو (الإنجليزية)
- إيدي سلفستر باسكوال على موقع ناشيونال فوتبول تيمز (الإنجليزية)
- إيدي سلفستر باسكوال على موقع Soccerbase.com (لاعب) (الإنجليزية)
- إيدي سلفستر باسكوال على موقع Soccerway.com (الإنجليزية)
- إيدي سلفستر باسكوال على موقع عالم كرة القدم.نت (الإنجليزية)